# イツコアヤノ
イツコアヤノ（本名 綾野伊都子、1975年1月24日 - ）は、イラストレーター。和歌山県出身。奈良芸術短期大学卒業。

## 活動
ファンシー文具メーカー・ラリュシュを中心に活動を展開。2000年には独自ブランド「シトラス（CITRUS)」で商品を発売。レターセット、リングノートなど多数の商品が発売される。2001年にはファンクラブが組織され、渋谷109-2にショップが開設された。2002年夏には全国のキデイランドほかでサイン会を行っている。
2003年秋以降、やや活動が中断ぎみとなったが（ファンクラブも活動休止）、2004年秋に復活。新たな作風を加えた。その後も、以前ほどのペースではないものの引き続き活動を続けている。

## 主な作品・仕事
- 文具（すべてラリュシュから発売）
  - Clipping Girls
  - Muscat Teddy
  - Baby Panic
  - Honey bee
- 雑誌
  - Zipper、Melon（ともに祥伝社）
- その他
  - 永井真人CDジャケット